# 大竹村 (臺東縣)
大竹村，是臺灣臺東縣大武鄉所轄的5個村之一，位在大武鄉西北緣。人口約889人，與大鳥村、太麻里鄉多良村；達仁鄉新化村相鄰。

## 簡介
地名排灣族語為「Tjuwacuqa」，意思是茄苳樹，境內有愛國蒲、大竹本、大竹、富山、富南、加津林等部落。

## 觀光
- 加奈美山
- 台東紅藜-大竹田區
- 愛國蒲部落[2][3]

## 交通

### 鐵路
臺灣鐵路管理局
- 南迴線：富山號誌站（已廢止）

### 公路
- 台9線南迴公路

### 客運
- 東台灣客運（原鼎東客運）